# Boon (Awdal)
Boon és districte de Somalilàndia i una ciutat de Somàlia i Somalilàndia.
El districte es va crear el 22 de març del 2008, dins de la nova regió de Salal; abans pertanyé a la regió d'Awdal (de Somàlia del 1884 al 1991 i de Somalilàndia després). La ciutat del mateix nom és la capital. La ciutat està a pocs quilòmetres a l'oest de Borama a la que està unida per una carretera.